# Épisodes de LoliRock
Cet article présente la liste des épisodes de la série télévisée d'animation française LoliRock diffusée sur France 3.

## Résumé de la série
Iris est une jeune adolescente vivant à Sunny Bay. Cependant lorsqu'elle chante, des évènements étranges se produisent. Jusqu’au jour où sortant d’une audition durant laquelle Iris a fait exploser la moitié de la salle d'auditions, elle se fait attaquer par deux étranges personnes. Iris sera sauvée par les deux filles qui l'organisaient, qui s’avèrent venir d’un autre monde magique. Elles lui expliquent qu'elle est une princesse d'un royaume magique nommé "Éphédia". Ce royaume a été envahi par Gramorr un méchant sorcier qui cherche à s’emparer des saphirs de la couronne que les souverains d’Éphédia ont envoyé sur Terre en même temps que leur fille unique lorsqu’elle n’était qu’un bébé. Commencent alors les aventures du trio, où Iris doit apprendre à utiliser ses nouveaux pouvoirs aux côtés de Talia et d’Auriana. Elles devront déjouer les plans de Gramorr et de ses deux sbires, Méphisto et Praxina, tout en jonglant avec leur nouvelle carrière dans la musique au sein du groupe, LoliRock.

## Production
Tous les épisodes sont réalisés par Jean-Louis Vandestoc. La deuxième saison a été diffusée sur France 4 en février 2017 avec deux épisodes par jour de semaine.  

## Liste des épisodes
La correspondance entre les titres anglais et français est donnée sur le site Team LoliRock.

### Saison 2
La saison 2 devait sortir normalement en janvier 2017, mais le réalisateur a décidé de faire un petit cadeau de Noël et de diffuser les 4 premiers épisodes en décembre 2016.